# Informe Kinsey
L'informe Kinsey va ser el resultat d'un estudi científic publicat en dos llibres Comportament sexual de l'home (1948) i Comportament sexual de la dona (1953) per Alfred C. Kinsey. L'èquip de Kinseu va intervistar més de 20.000 homes i dones, amb un sistema de completa confidencialitat, en què responien un qüestionari anònim. Va reeixir crear una base de dades que descrivia el comportament sexual en l'ésser humà. Va generar gran sorpresa, el 1948, en traure a la llum comportaments que fins llavors havien romàs en la més estricta intimitat i dels quals no es parlava ni en la comunitat científica ni en la societat. Ajudà a bandejar mites i evidencià que conductes que fins llavors les autoritats morals (església, cos medical i polític) prohibien i consideraven com marginals, malalts o immorals, eren en els fets comunes en una gran part de la població, com per exemple la masturbació tant femenina com masculina, l'homosexualitat i bisexualitat o l'iniciació sexual a l'edat primerenca, fora i molt avant del matrimoni.

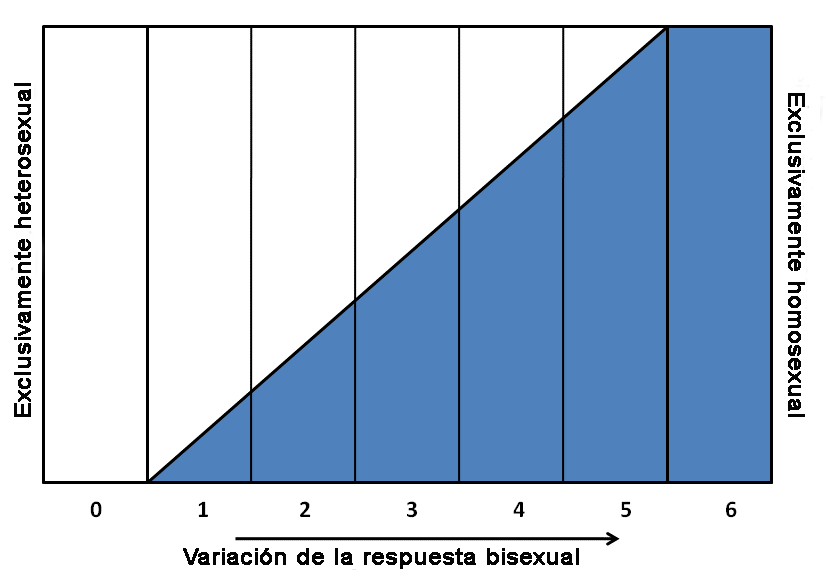
A l'escala Kinsey hi ha cinc graus de bisexualitat, s'indica en blau la proporció de contactes amb persones del mateix sexe

El que més repercussió ha tingut fins a l'actualitat és la divisió en graus de la tendència sexual, en la qual entre l'homosexualitat i l'heterosexualitat exclusives es van constatar una sèrie de graus de bisexualitat, considerats vàlids per a molts investigadors fins avui i que foren nous en el moment. L'estudi va establir una escala de 7 graus entre heterosexualitat exclusiva i homosexualitat exclusiva. L'estudi va demostrar que un gran part de la població és defineix en algun grau com bisexual. Per exemple, que el 60% dels homes i el 33% de les dones interrogades van mencionar que van participar almenys una vegada en un acte homosexual des dels 16 anys i que, almenys un terç dels homes, han arribat a l'orgasme amb un altre home. La definició de contacte sexual de l'informe Kinsey és bastant àmplia i inclou els petons als llavis, els petons profunds en la boca, tocaments en el cos, masturbacions i sexe oral, fins a la penetració vaginal o anal.
Aquest informe provoca controvèrsies, entre d'altres en l'època franquista durant la qual psiquiatres afins al règim van fer tot per destruir aquesta recerca científica que va arribar a constatacions no conformes amb la ideologia del règim i la doctrina antixexual de l'església nacionalcatòlica.
Kinsey va morir el 1956 als 62 anys i va deixar el Kinsey Institute for Sex Research com un llegat a la investigació sexual.